# Grad São Jorge
Grad São Jorge (portugalsko Castelo de São Jorge; portugalska izgovorjava: [kɐʃˈtɛlu ðɨ sɐ̃w ˈʒɔɾʒɨ]), v prevodu včasih znan kot grad svetega Jurija, je zgodovinski grad v portugalski prestolnici Lizbona, ki stoji v fregueziji Santa Maria Maior. Človeška posest grajskega hriba sega vsaj v 8. stoletje pr. n. št., medtem ko so najstarejše utrdbe na tem mestu iz 2. stoletja pr. n. št. Hrib, na katerem stoji grad, je igral pomembno vlogo v zgodovini Lizbone, saj je služil kot lokacija utrdb, ki so jih zaporedoma zasedli Feničani, Kartažani, Rimljani in Mavri, preden so ga leta 1147 med obleganjem Lizbone osvojili Portugalci. Od 12. stoletja je grad različno služil kot kraljeva palača, vojašnica, dom državnega arhiva Torre do Tombo, zdaj pa kot nacionalni spomenik in muzej.

## Zgodovina
Čeprav prve utrdbe na tem hribu izvirajo iz 1. stoletja pr. n. št., so arheološka izkopavanja odkrila prisotnost človeka v dolini Tajo že v 8. stoletju pr. n. št. Prva utrdba je bila domnevno postavljena leta 48 pr. n. št., ko je bila Lizbona razvrščena kot rimska občina.
Hrib so najprej uporabljala keltska plemena, nato Feničani, sledili so jim Grki in pozneje Kartažani kot obrambno postojanko, ki so jo pozneje zaporedoma razlastili Rimljani, Svebi, Vizigoti in Mavri. V 10. stoletju so utrdbe zgradile berberske sile; to je vključevalo obzidje ali Cerca Moura ('mavrsko obkrožje').

### Kraljestvo
V okviru krščanske rekonkviste so grad in mesto Lizbona leta 1147 osvobodili mavrske oblasti Alfonz Henrik in severnoevropski vitezi v obleganju Lizbone med drugo križarsko vojno; ta zmaga je bila edini omembe vreden uspeh te propadle križarske vojne. Po pogosto ponavljajoči se legendi je vitez Martim Moniz, ko je opazil, da so ena od vrat v grad odprta, Mavrom preprečil, da bi jih zaprli, tako da je svoje telo vrgel v podboj in tako omogočil krščanskim vojakom vstop za ceno svoje življenje. Z zavzetjem gradu so krščanske sile lahko vzdrževale obrambo Lizbone do konca 12. stoletja.
Ko je Lizbona leta 1255 postala glavno mesto portugalskega kraljestva, je grad služil kot alcáçova, utrjena rezidenca za Afonza III., v njegovi vlogi guvernerja. Okoli leta 1300 jo je obsežno prenovil kralj Denis I. in spremenil mavrsko alcáçovo v kraljevo palačo Alcáçova. Med letoma 1373 in 1375 je kralj Ferdinand I. Portugalski ukazal zgraditi Cerca Nova ali Cerca Fernandina, obzidani kompleks, ki je obdajal vse razen severnega boka gradu. Gradbeni mojster João Fernandes in Vasco Brás sta bila odgovorna za njegovo gradnjo. To obzidje, ki je delno nadomestilo staro mavrsko obzidje, je bilo zasnovano tako, da obkroža prej nezaščitene dele mesta. Dokončana v dveh letih, imela je 77 stolpov, 34 ali 38 vratref name="Norwich2016">John Julius Norwich (2. avgust 2016). The Great Cities in History. Thames & Hudson. str. 177. ISBN 978-0-500-77359-8.</ref> in obseg 5400 metrov.
Grad in mesto sta se v 14. stoletju večkrat uprla kastiljskim silam (zlasti leta 1373 in 1383–1384). V tem obdobju (konec 14. stoletja) je kralj Ivan I., ki se je poročil z angleško princeso Philippo Lancastersko, grad posvetil svetemu Juriju. Sveti Jurij, svetnik bojevnik, je bil običajno predstavljen v ubijanju zmaja in je bil zelo priljubljen v obeh državah.
Od leta 1378 dalje je bilo veliko dokumentov kraljestva shranjenih v Torre do Tombo (dobesedno 'arhivski stolp'), znanem tudi kot Torre Albarrã, do potresa leta 1755 (stolp, ki je danes znan kot Odisejev stolp). Portugalski kraljevi arhiv, v katerem so nekoč delali eminentni portugalski kronisti Fernão Lopes, Gomes Eanes de Zurara in Damião de Góis, se še danes imenuje Torre do Tombo zaradi svoje prvotne lokacije v enem od stolpov lizbonskega gradu. 9. decembra 1448 je bil Gil Pires imenovan za grajskega mojstra, ki je nadomestil Afonsa Estevesa, za svoje delo pa je prejel plačilo 400 réis. Med letoma 1448 in 1451 je bil gradbeni mojster za svoje delo na palači plačan z več nagradami. Podobno je kamnosek João de Alverca prejel precejšnjo vsoto za kamnoseštvo. Ta javna dela so se nadaljevala od leta 1449 do leta 1452, z dodatnimi plačili za delo in material za pretvorbo stavbe iz utrjenega gradu v kraljevo rezidenco.
V začetku 15. stoletja je bila v kraljevi palači v Lizboni, ki je bila v bližini gradu, ustanovljena kraljeva menažerija. Po osvojitvi Ceute leta 1415 je portugalski kralj Ivan I. v Lizbono prinesel dva berberska leva, ki so ju namestili v veliko sobo v njegovi palači v lizbonski citadeli. To območje palače je postalo znano kot Casa dos Leões ('Hiša levov'); danes na tem območju stoji znana restavracija z istim imenom. Kasneje v tem stoletju je nemški humanist Hieronymus Münzer preživel pet dni v Lizboni leta 1494 in izvedel za leve, ki so trdili, da so najlepše divje zveri, kar jih je kdaj videl.
Kot kraljeva palača je bil grad prizorišče, ko je kralj Manuel I. sprejel pomorščaka Vasca da Gama, ko se je leta 1498 vrnil z odkrivanja pomorske poti v Indijo. Grad je služil tudi kot gledališče leta 1502, ko je pionirski dramatik Gil Vicente uprizoril svoj Monólogo do Vaqueiro v čast rojstvu sina in dediča Manuela I., bodočega Ivana III.
Približno v začetku 16. stoletja, po izgradnji palače Ribeira ob reki Tajo, je palača Alcáçova začela izgubljati svoj pomen. Potres, ki se je zgodil leta 1531, je še bolj poškodoval stari grad in prispeval k njegovemu propadanju in zanemarjenosti. Leta 1569 je kralj Sebastijan Portugalski ukazal prezidati kraljeve apartmaje v gradu, ki ga je nameraval uporabiti kot svojo uradno rezidenco. Kot del ponovne gradnje je leta 1577 Filippo Terzi porušil enega od stolpov blizu glavne fasade cerkve Loreto. Vendar mnoga dela niso bila nikoli dokončana po navidezni smrti mladega kralja med bitko pri Alcácer Quibirju. Naslednja portugalska dinastična kriza je odprla pot šestdesetletni španski vladavini in grad so spremenili v vojašnico in zapor. 30. decembra 1642 je bil Teodósio de Frias mlajši imenovan za gradbenega mojstra, da bi nadaljeval dela, ki sta jih začela njegov oče Luís de Frias in njegov ded Teodósio de Frias. To je bil del večjega načrta španskih sil, da ponovno zaženejo utrdbo.
Ko pa je Portugalska ponovno pridobila svojo neodvisnost po portugalski obnovitveni vojni, je dela prevzela portugalska vlada. 6. novembra 1648 je bil Nicolau de Langres pozvan, da prevzame načrtovanje, izvedbo in gradnjo nove utrdbe, ki bi obkrožala grad in mestno obzidje Lizbone. Leta 1650 je bil vojaški arhitekt Mateus do Couto imenovan za glavnega gradbenika projekta in obnova je dobila novo formalnost: čeprav je vojaški inženir João Gillot leta 1652 zgradil novo obzidje, je gradnja ponovno sledila Coutovim načrtom med letoma 1657 in 1733. Leta 1673 so vojaki Bolnišnica, posvečena São João de Deus (sv. Janezu od Boga), je bila nameščena na zemljišču poleg Rua do Recolhimento. Konec 17. stoletja je bil vzdolž jugovzhodnega kota dvorišča zgrajen Recolhimento do Castelo ("Grajsko zavetje"), leta 1733 pa je nove projekte začel mojster Custódio Vieira.
Lizbonski potres leta 1755 je močno poškodoval grad in prispeval k njegovemu nenehnemu propadanju: razen obzidja starega gradu sta ostala v ruševinah vojaška bolnišnica in Recolhimento. Potreba po vzdrževanju podporne vojaške sile v glavnem mestu je zahtevala razširitev vloge mesta kot garnizije in predsedstva. Od leta 1780 do 1807 je bila v citadeli ustanovljena dobrodelna ustanova Casa Pia, namenjena izobraževanju revnih otrok, medtem ko so bili vojaki še naprej nameščeni na gradu. Po navdihu dogodkov ob potresu in cunamiju, ki je sledil, je bil leta 1788 na vrhu enega od stolpov gradu zgrajen prvi geodetski observatorij na Portugalskem, pozneje imenovan Torre do Observatório (Opazovalni stolp).

### Republika
Do leta 1930 je grad skoraj izginil kot prepoznavna znamenitost z obzorja Lizbone, saj je bil skoraj v celoti zakrit za in pod kasnejšimi prizidki in dodatki. Kot del komemorativnih praznovanj ob ustanovitvi narodnosti in obnovitvi neodvisnosti (portugalsko Fundação da Nacionalidade e da Restauração da Independência) je vlada Antónia de Oliveire Salazarja začela obsežno prenovo na tem mestu (kot je storila pri podobnih gradovih, npr. kot tisti v Sintri in Silvesu). Večina neskladnih struktur, dodanih grajskemu kompleksu v prejšnjih stoletjih, je bila porušena pod nadzorom DGEMN, Recolhimento pa je bil delno obnovljen. Poleg tega so 25. oktobra 1947 na zemljišču postavili spomenik, posvečen Afonzu Henriku, ki ga je predstavilo mesto Porto in je replika, ki jo je ustvaril Soares dos Reis (leta 1887).
31. maja 1942 je poslovanje gradu začela voditi mestna vlada Lizbone, ki je bila ponovno potrjena 8. junija 1979.
Leta 1998 so bili polpravokotni prostori, stebri in cisterna adaptirani v muzej Olissipónia.
22. avgusta 2006 je Direcção Regional de Cultura Lisboa (DRCLisboa) določil posebno zaščitno območje, ki je vključevalo grad São Jorge in preostalo lizbonsko obzidje, Baixa Pombalina in različne objekte, ki so že bili razvrščeni kot kulturna dediščina. Conselho Nacional de Cultura (Nacionalni svet za kulturo) je 10. oktobra 2011 predlagal opustitev te definicije, kar je podprl IGESPAR.

## Arhitektura
Grad je v središču Lizbone, na hribu, medtem ko se številna njegova obzidja raztezajo okoli citadele v civilne župnije, ki ga obdajajo na vzhodu in jugu.
Tloris gradu je približno kvadraten in je bil prvotno obdan z obzidjem, ki je tvorilo citadelo. Grajski kompleks sestavljajo sam grad (castelejo), nekaj pomožnih stavb (vključno z ruševinami kraljeve palače), vrtovi in velik terasast trg, iz katerega je vidna impresivna panorama Lizbone. Glavni vhod v citadelo so vrata iz 19. stoletja, na vrhu katerih je grb Portugalske, ime kraljice Marije II. in datum 1846. Ta vrata omogočajo dostop do glavnega trga (Praça d'Armas), ki je okrašen s starimi topovi in bronastim kipom Afonza Henrika, portugalskega monarha, ki je vzel grad Mavrom. Ta kip je kopija izvirnika iz 19. stoletja, ki ga je izdelal romantični kipar António Soares dos Reis, ki stoji v bližini gradu Guimarães na severu Portugalske.
Ostanki kraljeve palače so v bližini glavnega trga, ostalo pa je le nekaj zidov in nekaj prezidanih prostorov, kot je Casa Ogival. Zdaj gosti Olissipónia, multimedijsko oddajo o zgodovini Lizbone.
Srednjeveški grad stoji proti severozahodnemu vogalu citadele, na njeni najvišji točki. Hipotetično je bil grad med obleganjem, če je napadalcem uspelo vstopiti v citadelo, zadnja trdnjava, zadnje mesto, kamor so se lahko zatekli. Je pravokoten, z desetimi stolpi. Obzidje s stolpom in veznimi vrati deli grajsko dvorišče na polovice. Niz stopnišč omogoča obiskovalcem, da dosežejo pot na vrhu obzidja in stolpov, s katerih je mogoče uživati v čudovitem razgledu na Lizbono. V Odisejevem stolpu (kjer je bil včasih arhiv Torre do Tombo) je bila leta 1998 nameščena camera obscura, ki gledalcem omogoča 360-stopinjski pogled na mesto in Tajo.
Poleg glavnega obzidja je grad na južni in vzhodni strani zaščiten z barbakanom (barbacã), nizkim obzidjem, ki je preprečeval oblegovalnim strojem približevanje glavnemu grajskemu obzidju. Severna in zahodna stran gradu sta bili naravno zaščiteni s strmim pobočjem, ki se je spuščalo od temeljev gradu. Grad je delno obkrožen tudi z jarkom, ki je zdaj suh. Do glavnega vhoda vodi kamnit most čez jarek. Na zahodni strani je dolga kurtina, ki se razteza navzdol in se konča pri stolpu (»Torre de São Lourenço«).:33-35 Ta stolp varoval vrata v Cerca Fernandina.